# ヨースト・ギッペルト

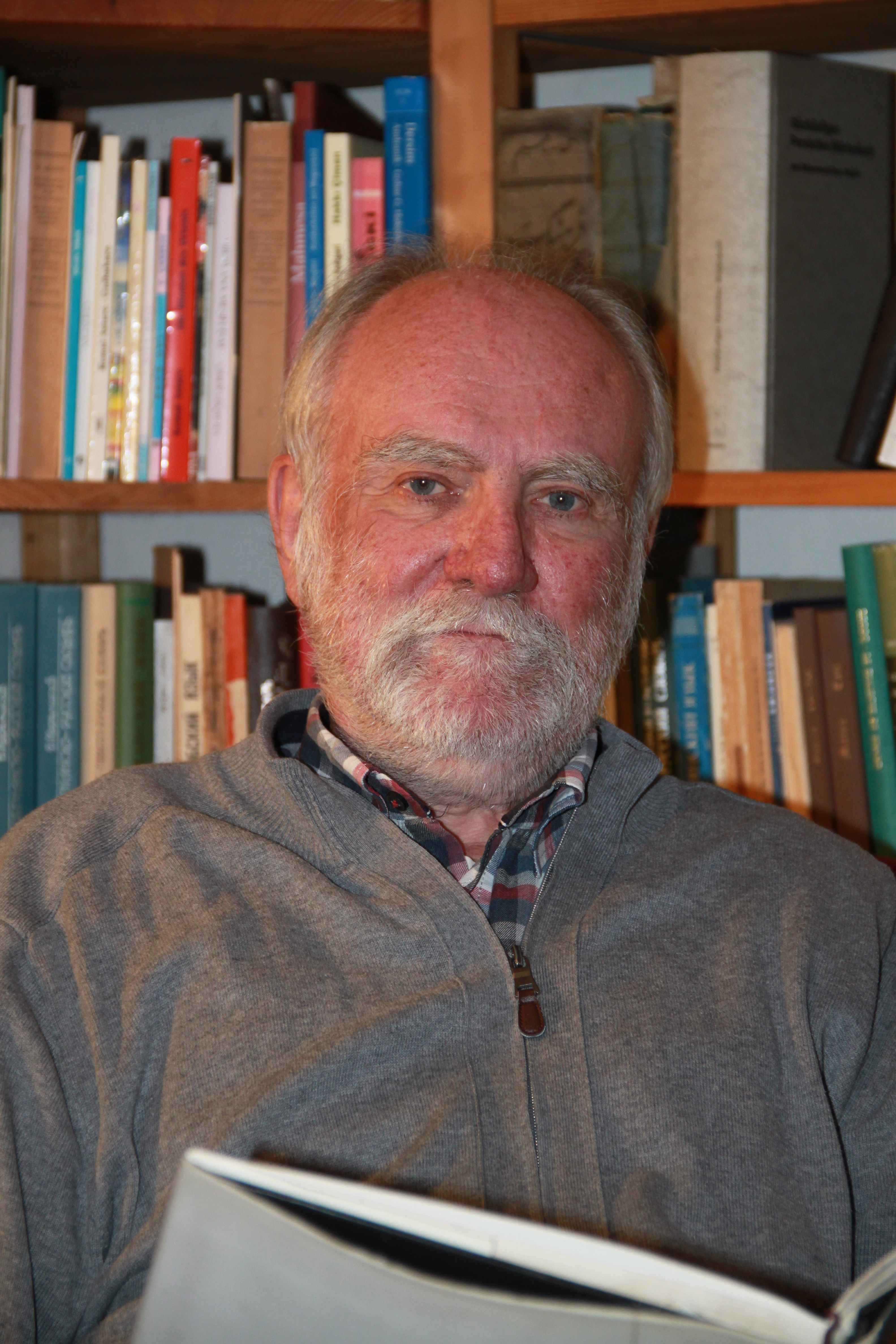
ヨースト・ギッペルト

ヨースト・ギッペルト (ドイツ語: Jost Gippert, 1956年3月12日 -) はドイツの言語学者、コーカサス学者、著述家。フランクフルト大学実証言語学研究科で比較言語学の教授を務める。

## 経歴

Bernard Outtier, Jost Gippert, Winfried Boeder

ノルトライン＝ヴェストファーレン州のヴィンツ＝ニーダーヴェニガーン（現ハッティンゲン）出身。1972年にエッセンのライプニッツ・ギムナジウムを卒業し、1972年から1977年までマールブルク大学およびベルリン自由大学で比較言語学、インド学、日本学、中国学を学ぶ。1977年、インド・ヨーロッパ諸語の不定詞形成の統語法に関する論文で博士号を授与される。同年から1990年まで研究員としてベルリン、オーストリアのウィーンおよびザルツブルクの大学に在籍し、講義も行う。東洋計算言語学の研究補助員であった1991年には、バンベルク大学において、アルメニア語とグルジア語におけるペルシア語からの借用語についての研究論文で教授資格を取得する。
1994年以降、ギッペルトはフランクフルト大学で比較言語学の教授として教鞭を執っている。1996年よりグルジアのゲラティ科学アカデミー、また2007年よりベルリン＝ブランデンブルク科学・人文科学アカデミー「言語」部門の会員である。

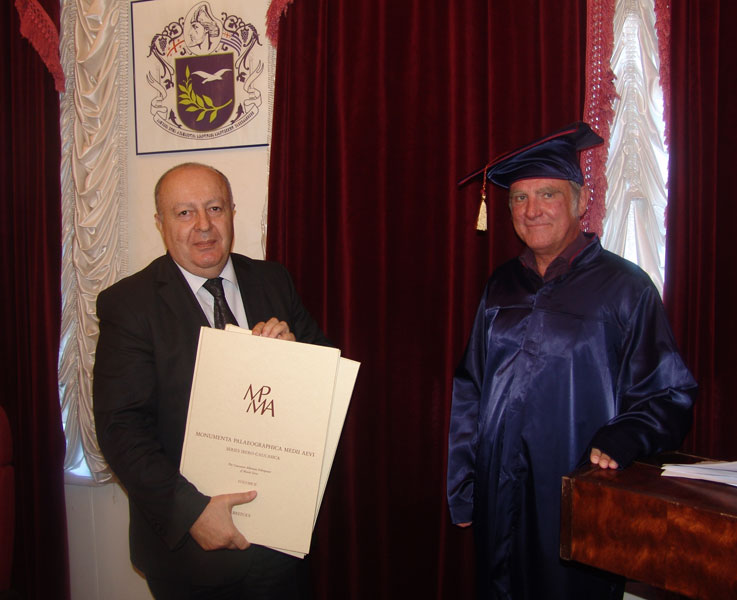
ヨースト・ギッペルト、バトゥミの大学、2013

また、1997年にグルジアの首都トビリシのスルカン＝サバ・オルベリアニ大学の名誉教授に、2007年に同市イヴァネ・ジャヴァヒシュヴィリ大学の名誉博士に、2013年には同国バトゥミのショタ・ルスタヴェリ大学の名誉博士に任命されている。
フランクフルト大学で比較言語学教授に就任して以来、ギッペルトはインド・ヨーロッパ諸語およびその歴史と語源学、一般言語類型論の他、コーカサス諸語を主として研究している。コーカサス諸語については、過去に様々な国際研究プロジェクトが彼の指揮のもと推進されている。彼の研究は歴史言語学、言語類型論、電子テキストコーパス、マルチメディア言語ドキュメンテーションおよび電子写本分析に重点を置いている。

## デジタル・ヒューマニティーズ

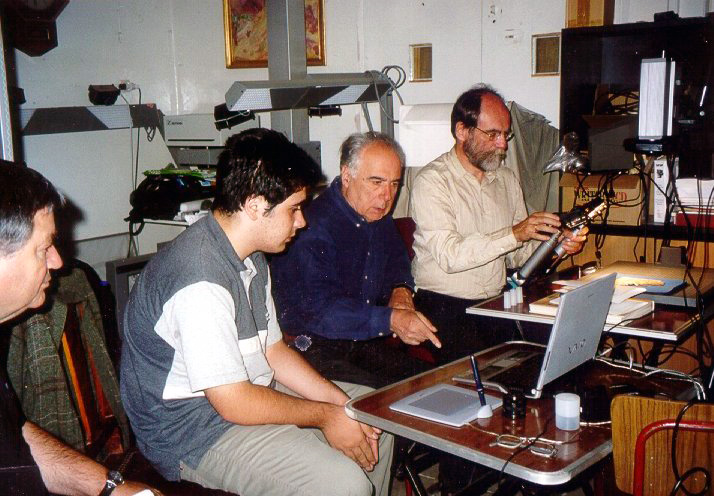
Palimpsest research on Mount Sinai

### TITUS、ARMAZI、GNC および LOEWE
ギッペルトはTITUSプロジェクト（ドイツ語: Thesaurus Indogermanischer Text- und Sprachmaterialien）の創設者でありリーダーである。1987年の創設以来の当プロジェクトの目的は、原文のまま記録された古インド・ヨーロッパ諸語およびそれに隣接する言語の資料の完全なデジタル化である。1999年、彼はコーカサス諸語の資料の包括的収集を目的としたARMAZIプロジェクト（コーカサスの言語と文化： 文書電子化）を発足させ、このプロジェクトは後にグルジア国立コーパスを生み出すこととなる。2010年より、ギッペルトはLOEWEプロジェクト（Landes-Offensive zur Entwicklung Wissenschaftlich-ökonomischer Exzellenz）の一環として、「ヘッセン州デジタル・ヒューマニティーズ：テキストベースコーポラの統合処理と分析」センターを主導している。当センターはフランクフルト大学とダルムシュタット工科大学の共同運営で、フランクフルトのゲーテ博物館が後援している。

### 電子写本分析
1990年代半ば以降、ギッペルトはベルリンのトルファン・コレクションのトカラ語文書に代表されるような写本のデジタル化を目的とする様々なプロジェクトに従事する中で、東洋の写本に研究対象を移していく。また、彼はシナイ山で発見されたコーカサス・アルバニア語によるパリンプセスト等の写本の編纂も行っている。2009年、ギッペルトはハンブルク大学の研究グループ“Manuskriptkulturen”（写本文化）に客員教授として携わる。2013年の夏にはペトラ・カッペルト・フェローとして再びハンブルク大学に籍を置き、“Encyclopedia of Manuscript Cultures of Asia and Africa”（アジア・アフリカ写本文化事典）および便覧“Comparative Oriental Manuscript Studies”（比較東洋写本研究）の編纂に参加している。

## 活動

### 主なプロジェクト
- 1995-1998 (DFG): Avesta and Rigveda: Electronic Analysis
- 1995-1999 (INTAS): The Georgian Verbal System
- 1999-2002 (Volkswagen Foundation, EUR 117,900): Caucasian Languages and Cultures: Electronic Documentation
- 2000年より (DFG): Graduate School “Types of Clauses: Variation and Interpretation”
- 2002-2006 (Volkswagen Foundation, EUR 167,800): Endangered Caucasian Languages in Georgia
- 2003-2007 (Volkswagen Foundation): Palimpsest Manuscripts of Caucasian Provenience
- 2005-2009 (INTAS): Georgian Gospels
- 2005-2007 (Volkswagen Foundation, EUR 189,000): The Linguistic Situation in modern-day Georgia[5]
- 2008-2014 (DFG, EUR 240,000): Old German Reference Corpus
- 2008年より (BMBF): German Language Resource Infrastructure
- 2009 (Volkswagen Foundation, EUR 400,000): Aché Documentation Project
- 2009年より (DFG/NEH, EUR 96,000): RELISH (Rendering Endangered Languages Lexicons Interoperable Through Standards Harmonization)
- 2009年より (Volkswagen Foundation): Georgian Palimpsest Manuscripts
- 2010 (Google Inc., US$49,600): Corpus Caucasicum
- 2011年より (HMWK, EUR 3,792,000): LOEWE Research Unit “Digital Humanities – Integrated Processing and Analysis of Text-based Corpora”
- 2011年より (Volkswagen Foundation, EUR 299,600): Khinalug Documentation Project
- 2011年より (DFG): Relative Clauses in a Typological View
- 2012年より (Volkswagen Foundation, EUR 390,400): Georgian National Corpus

## 主な著書
- 1977: The syntax of infinitival formations in the Indo-European languages. (Europäische Hochschulschriften, 21/3), 360 pp.; Frankfurt, Bern, Las Vegas: Lang 1978. Dissertation
- 1990: Iranica Armeno-Iberica. A study of Iranian loan words in Armenian and Georgian, 451 + 389 pp.; Vienna: Austrian Academy of Sciences 1993. Inaugural dissertation.
- 2007: Gippert, Jost / Sarjveladze, Zurab / Kajaia, Lamara: The Old Georgian Palimpsest Codex Vindobonensis georgicus 2, edited by Jost Gippert in co-operation with Zurab Sarjveladze and Lamara Kajaia, 368 pp.; Turnhout: Brepols 2007.
- 2008: Gippert, Jost / Schulze, Wolfgang / Aleksidze, Zaza / Mahé, Jean-Pierre: The Caucasian Albanian Palimpsests of Mount Sinai, 2 vols., XXIV + 530 pp.; Turnhout: Brepols 2009.
- 2010: Gippert, Jost / Schulze, Wolfgang / Aleksidze, Zaza / Mahé, Jean-Pierre: The Caucasian Albanian Palimpsests of Mount Sinai. Vol. III: The Armenian Layer, edited by Jost Gippert., 220 pp.; Turnhout: Brepols 2010.